# Omar Metwally
 (novembre 2011).
Si vous disposez d'ouvrages ou d'articles de référence ou si vous connaissez des sites web de qualité traitant du thème abordé ici, merci de compléter l'article en donnant les références utiles à sa vérifiabilité et en les liant à la section « Notes et références ».
Omar Metwally, né le 10 avril 1974 dans le Queens, à New York, est un acteur américain.

## Biographie
Omar Metwally est né d'un père égyptien et d'une mère néerlandaise, et a déménagé avec sa famille à Orange County, en Californie, à trois ans où il a grandi. Metwally a obtenu un BA en histoire de l'Université de Californie, Berkeley, et tout en travaillant dans la région de Bay acquis une maîtrise en beaux-arts en intérim de l'American Conservatory Theater de San Francisco.

## Filmographie
- 2002 : New Americans (TV) d'Allen Blumberg
- 2004 : Life on the Ledge de Lewis Helfer
- 2005 : Munich de Steven Spielberg
- 2006 : Twenty Questions (TV) de Michael Engler
- 2006 : Grey's Anatomy
- 2006 : The Unit : Commando d'élite
- 2007 : Détention secrète (Rendition) de Gavin Hood
- 2008 : City of Your Final Destination de James Ivory
- 2008 : Amsterdam de Ivo van Hove
- 2009 : Fringe de J. J. Abrams, Alex Kurtzman et Roberto Orci : James Heath/Neil
- 2010 : Miral de Julian Schnabel
- 2011 : Twilight, chapitre IV : Révélation : Amun
- 2014 : Non-Stop de Jaume Collet-Serra avec Liam Neeson et Julianne Moore : Dr. Fahim Nasir
- 2015-2019 : The Affair
- 2016-2018 : Mr. Robot : agent Santiago.
- 2016 : Identities (Complete Unknown) de Joshua Marston : Farshad
- 2019 : Treadstone : Mr. Edwards
- 2020 : Big Sky : Mark Lindor